# Whitton (Mid Suffolk)
Whitton – civil parish w Anglii, w Suffolk, w dystrykcie Mid Suffolk. W 2011 roku civil parish liczyła 168 mieszkańców.